# Celidomphax omanensis
Celidomphax omanensis là một loài bướm đêm trong họ Geometridae.